# Szczecin Klucz
Szczecin Klucz – dawny przystanek kolejowy w Szczecinie, na osiedlu Klucz, w województwie zachodniopomorskim, w Polsce. Po modernizacji toru numer 1 na szlaku Daleszewo Gryfińskie – Szczecin Podjuchy w 2011 roku, nastąpiło całkowite zlikwidowanie pozostałości po peronach i przejściach w poziomie szyn.